# Caprices
Ne doit pas être confondu avec Los caprichos.
Pour plus de détails, voir Fiche technique et Distribution.
Caprices  est un film français réalisé par Léo Joannon, sorti en 1942.

## Synopsis
Lise, une jeune actrice qui joue dans une troupe en proie à de grandes difficultés financières, rencontre un soir Philippe dans un hôtel. Celui-ci prend sa défense alors qu'elle a été rudoyée par le personnel. Ils lient amitié aussitôt et Philippe qui prétend être un enchanteur lui propose de passer une nuit de princesse, ce qu'il fait effectivement en lui faisant porter des vêtements de grand luxe et en l'emmenant dans des endroits chic de Paris. Le lendemain, ils se quittent. Philippe croit que Lise est une vendeuse de fleurs. Lise ignore que Philippe est un riche industriel. Ils vont essayer de se revoir, mais ignorant tout l'un de l'autre, des quiproquos et des péripéties vont s'enchaîner...

## Fiche technique
- Titre : Caprices
- Réalisation : Léo Joannon
- Scénario : Léo Joannon et Jacques Companéez
- Dialogue : André Cayatte
- Décors : Andrej Andrejew
- Photographie : Jules Kruger
- Musique : Georges Van Parys
- Production : Alfred Greven
- Société de production : Continental-Films
- Société de distribution : L'Alliance Cinématographique Européenne (ACE)
- Pays d'origine :  France
- Langue : français
- Format : Noir et blanc - Son mono (Western Electric Wide Range System) - 1,37:1 - 35 mm
- Genre : Comédie
- Durée : 80 minutes  (1 h 20)
- Date de sortie : 
  - France - 16 février 1942 à Paris

## Distribution
- Danielle Darrieux : Lise Delorme
- Albert Préjean : Philippe Martin
- Jean Parédès : Constant
- Fred Pasquali : Nicolas Fuselard, le metteur en scène
- Jean Brochard : le comédien jouant le père de Lise
- Germaine Reuver : la comédienne jouant la mère de Lise
- Lucien Coëdel : le comédien jouant le frère de Lise
- Christiane Ribes : la comédienne jouant la soeur de Lise
- Bernard Blier : Marcel
- Primerose Perret : Friquette
- Arthur Devère : le régisseur
- René Stern : Albert Imaque, l'auteur
- Simone Valère : l'assistante de Fuselard
- Louis Florencie : le gérant de l'Imperator
- Charles Lemontier : le maître d'hôtel de l'Imperator
- Pierre Labry : Gaston, le portier de l'Imperator
- Mona Dol : la dame du vestiaire à l'Imperator
- Marcelle Monthil : la téléphoniste à l'Imperator
- Jean Coquelin : Hector, le vieux client à l'Imperator qui achète des violettes
- Colette Régis : la dame qui dine avec Hector
- Julienne Paroli : la concierge
- Sinoël : le propriétaire de l'appartement
- Rivers Cadet : Edouard, le tapissier décorateur
- André Gabriello : le commissaire Poiloche
- Marcel Pérès : le gendarme
- Pierre Brousse : le brigadier
- Paul Barge : le premier policier devant la banque
- Henry Gerrar : le second policier devant la banque
- Bernard Gorce : le groom
- Robert Rollis : Ernest
- Marcel Maupi : le chauffeur de taxi
- Ginette Catriens : la vendeuse

## Production
Selon Henri Jeanson, le metteur en scène Léo Joannon aurait volé le scénario original du film Caprices à Raymond Bernard. Ce dernier, célèbre notamment pour son adaptation des Misérables en 1934 n'aurait pas eu le choix : Léo Joannon, employé par la Continental Films à cette époque, aurait menacé Bernard en disant « si vous refusez de me donner Caprices je ferai arrêter et déporter votre frère Jean-Jacques et ses deux enfants ».